# Drumsticks (Gemüse)

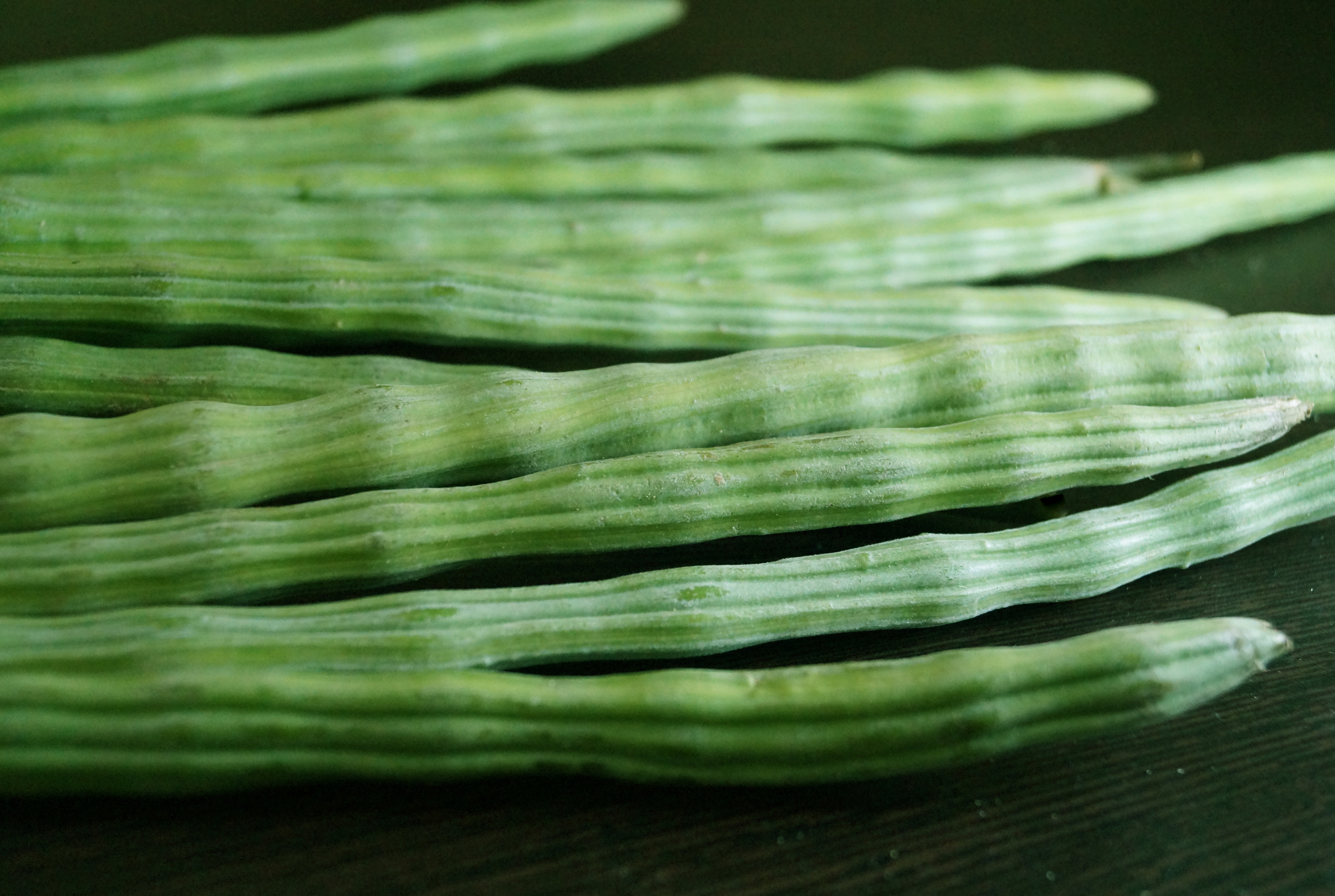
Drumsticks beziehungsweise Moringa

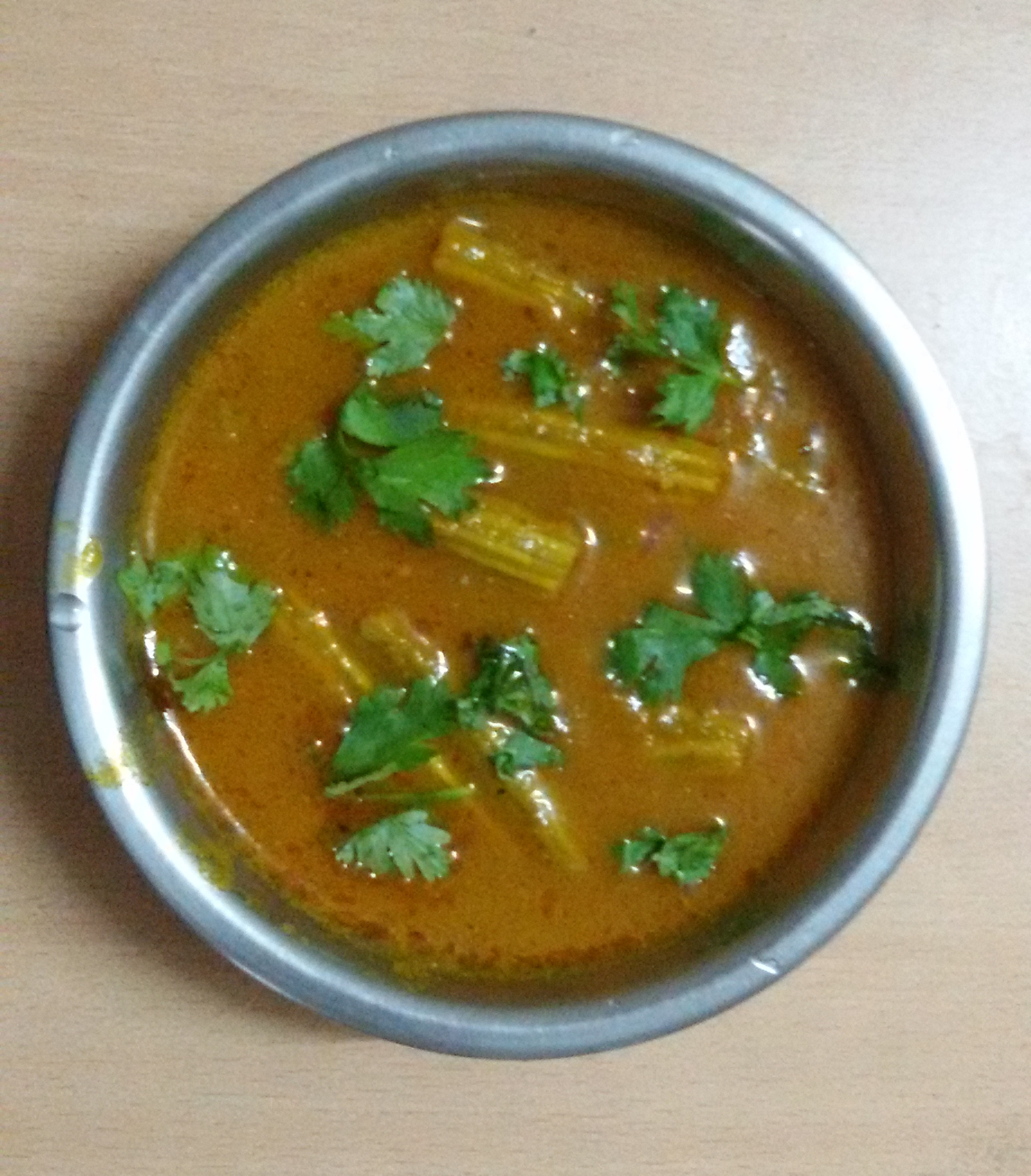
Laajawaab Drumstick Curry

Drumsticks (deutsch: Trommelstöcke) oder Moringa, seltener unter ihrem tamilischen Namen Murungai, sind die Schoten des Meerettichbaums, die vor allem in Indien und Sri Lanka als Gemüse, zum Beispiel, in rund 2 cm lange Stücke geschnitten, in Currys, Sambars oder anderen Gemüsegerichten Verwendung finden.

## Etymologie
Von afrikanischen Völkern wurden Drumsticks zuerst „Nebedaye“ genannt, was in mehreren afrikanischen Sprachen so viel bedeutet wie „die, die niemals stirbt“.Die Pflanze wurde um 2000 v. Chr. in der nördlichen Region Indiens entdeckt.
Den Namen Drumsticks erhielt das Gemüse auf Grund seiner Form und Konsistenz, die an Trommelstöcke  erinnern.
Der Name Moringa leitet sich von dem tamilischen Wort murungai ab, das „gedrehte Schote“ bedeutet und sich auf die jungen Früchte bezieht.
Auf Grund ihrer bisherigen seltenen Verwendung im deutschen  Sprachraum hat sich bisher noch kein deutscher Name herausgebildet.
Im englischen Sprachraum werden auch Hühnerkeulen als drumsticks bezeichnet.

## Aussehen und Beschaffenheit
Die Schoten, die eine Länge von bis zu 40 cm erreichen, ähneln den Gartenbohnen. Die Form ist gerade bis zylindrisch mit spitzen Enden. Die Schoten haben ein kantiges, knubbeliges Aussehen mit drei ausgeprägten Seiten, die gerippt sind. Junge Schoten werden für die kulinarische Verwendung bevorzugt. Reifere Schoten sind faserig und benötigen eine längere Kochzeit. Die Schoten können geschält und aufgespalten werden, wobei eine fleischige Schicht zum Vorschein kommt, die runde bis ovale Samen umschließt.

## Anbauregionen
Hauptanbauland und wichtigster Exporteur ist Indien, weitere Anbauregionen sind West-, Ost- und Südafrika, im tropischen Asien, in Lateinamerika, in der Karibik, in Florida und auf den Pazifischen Inseln.
In Kuba förderte Fidel Castro seit 2012 den Anbau persönlich, in dem er mehrere Artikel über das Potential der Pflanze als Nahrungsergänzungsmittel publizierte. Unter anderem schrieb er in dem Parteiorgan Granma: "Die Voraussetzungen sind geschaffen, dass das Land Meerrettichbäume (Moringa Oleífera) und Maulbeerbäume in großem Maßstab zu produzieren beginnt, die außerdem unerschöpfliche Quellen für Fleisch, Eiern und Milch und handwerklich gesponnene Seidenfäden sind und imstande, gut bezahlte Arbeit im Schatten zu beschaffen, unabhängig von Alter und Geschlecht."
In Nicaragua, 70 Kilometer von Managua entfernt, wurde 2024 das Centro Desarrollo de Moringa "Comandante Fidel" (Fidel-Castro-Moringa-Entwicklungszentrum) eröffnet, welches sich mit der Produktion und Forschung von Muringa beschäftigt.

## Verwendung
Die geschälten Schoten und die getrockneten Blätter werden in Suppen oder Currys verwendet. Das Öl der Samen wird in der Kosmetikindustrie verwendet; die geschroteten Samen werden zur Klärung von Trinkwasser eingesetzt.
Drumsticks enthalten Proteine, Vitamine und Mineralien und werden deswegen seit Jahrhunderten ebenso in der Ayurveda verwendet und finden in Pulverform als Nahrungsergänzungsmittel in Europa einen Absatzmarkt. Drumsticks sollen bei der Entgiftung von Leber und Niere, zur Reinigung des Bluts und bei Hautkrankheiten helfen.

## Schadstoffgehalt
Bei Kontrollen des Hessischen Landeslabor am Flughafen Frankfurt erwiesen sich 2021 50 % aller aus Indien und Sri Lanka stammenden Proben als nicht verkehrsfähig, da sie Pestizidrückstände enthielten. Seit 2022 müssen indische Drumsticks daher bei der Einfuhr in die EU auf Pestizide untersucht werden, um den europäischen Verbraucher zu schützen.